# الخطاطة
علم الكتابات القديمة أو علم الخِطاطة أو الخِطاطة (بالإنجليزية: Palaeography)‏ (من الكلمَتيْن اليونانيَّتين: Paleo / قديم، و: Graphie / كتابة)، هو علم دراسة الخطوط القديمة ومحاولة فك رموز وقراءة المخطوطات القديمة.